# 2013年伊丹・宝塚市長選挙
2013年伊丹・宝塚市長選挙（にせんじゅうさんねんいたみ・たからづかしちょうせんきょ）では、いずれも2013年（平成25年）4月14日に投開票された日本の兵庫県伊丹市および宝塚市の市長選挙について解説する。

## 概要
伊丹市と宝塚市は隣接しており、共に兵庫県阪神北県民局の管内である。伊丹市は大阪府豊中市および池田市と府県境を接しており、これらの市境付近には大阪国際空港（伊丹空港）を擁する。伊丹・宝塚の両市長選とも2013年4月7日に告示され、同月14日に投開票された。また、両市長選に合わせて伊丹・宝塚両市議会議員の補欠選挙（共に定数1）も同じ日程で執行された。
大阪府を地盤とする日本維新の会の共同代表を務める橋下徹大阪市長は、持論である「道州制」を唱えてきた。その是非を巡って、井戸敏三兵庫県知事は橋下市長と対立してきた。当時、井戸は4選を目指して、兵庫県知事選挙（7月21日投開票）への立候補を表明していた。井戸への対立候補擁立を模索していた日本維新の会は、伊丹・宝塚の両市長選とも、兵庫知事選の“前哨戦”と位置付けて、2人の現職市長に対立候補を立てた。これは、「維新の兵庫県本格進出」として大きな注目を集めた。

## 立候補者
両選挙の立候補者をいずれも立候補届出順に示す。

### 伊丹市長選挙
| 候補者名 | 年齢 | 性別 | 所属党派                       | 新現元別 | 備考                 |
| -------- | ---- | ---- | ------------------------------ | -------- | -------------------- |
| 服部好広 | 61   | 男   | 諸派（共産推薦）               | 新       | 元三菱電機社員       |
| 藤原保幸 | 58   | 男   | 無所属（自民・民主・公明推薦） | 現（2）  | 伊丹市長             |
| 阪上聡樹 | 53   | 男   | 無所属                         | 新       | 元伊丹市総合政策部長 |
| 岩城敏之 | 52   | 男   | 維新（みんな推薦）             | 新       | 前伊丹市議会議員     |

### 宝塚市長選挙
| 候補者名   | 年齢 | 性別 | 所属党派           | 新現元別 | 備考             |
| ---------- | ---- | ---- | ------------------ | -------- | ---------------- |
| 中川智子   | 65   | 女   | 無所属（民主支持） | 現（1）  | 宝塚市長         |
| 樋之内登志 | 58   | 女   | 無所属（自民推薦） | 新       | 元宝塚市政策室長 |
| 渡部完     | 54   | 男   | 無所属             | 元（1）  | 元宝塚市長       |
| 多田浩一郎 | 40   | 男   | 維新（みんな推薦） | 新       | 前宝塚市議会議員 |
| 山田利恵   | 43   | 女   | 無所属             | 新       | ウェブデザイナー |

## 開票結果
4月14日の即日開票の結果、両選挙の結果は下記の通りであった。

### 伊丹市
伊丹市長選挙
※当日有権者数：156,434人 最終投票率：41.92%（前回比：+13.94pts）
| 候補者名 | 年齢 | 所属党派 | 新旧別  | 得票数   | 得票率 | 推薦・支持       |
| -------- | ---- | -------- | ------- | -------- | ------ | ---------------- |
| 藤原保幸 | 58   | 無所属   | 現（2） | 41,267票 | 63.5%  | 自民・民主・公明 |
| 岩城敏之 | 52   | 維新     | 新      | 13,041票 | 20.1%  | みんな           |
| 阪上聡樹 | 53   | 無所属   | 新      | 7,510票  | 11.6%  |                  |
| 服部好広 | 61   | 諸派     | 新      | 3,194票  | 4.9%   | 共産             |

伊丹市議会議員補欠選挙
- 当選者‥斉藤真治（無所属・元）

落選者‥山澤慎太郎（維新・新）他2名

### 宝塚市
宝塚市長選挙
※当日有権者数：183,974人 最終投票率：45.94%（前回比：+1.74pts）
| 候補者名   | 年齢 | 所属党派 | 新旧別  | 得票数   | 得票率 | 推薦・支持 |
| ---------- | ---- | -------- | ------- | -------- | ------ | ---------- |
| 中川智子   | 65   | 無所属   | 現（1） | 43,347票 | 51.8%  | 民主       |
| 多田浩一郎 | 40   | 維新     | 新      | 23,561票 | 28.1%  | みんな     |
| 樋之内登志 | 58   | 無所属   | 新      | 9,748票  | 11.6%  | 自民       |
| 渡部完     | 54   | 無所属   | 元（1） | 6,106票  | 7.3%   |            |
| 山田利恵   | 43   | 無所属   | 新      | 997票    | 1.2%   |            |

宝塚市議会議員補欠選挙
- 当選者‥浜崎史孝（無所属・元）

落選者‥宮崎美穂（維新・新）

## 選挙の論点
伊丹市では、現職で3選を目指す藤原市長（大阪国際空港周辺都市対策協議会会長を兼務）が「大阪国際空港を活かしたまちづくり」を最重点公約とした。これに対し、共同代表の橋下大阪市長が以前から「関西国際空港への機能集約」を理由に「大阪国際空港廃港」を主張し、前年には周辺都市対策協議会を脱退していたことから、維新の会の対応が注目された。しかし、維新が藤原市長の対抗馬として擁立した元伊丹市議会議員の岩城敏之は、空港の存廃について「判断は民間企業（新関空会社）に任せるべき」として、争点化を避ける方針を表明した。
告示直前の4月2日、維新政調会長の浅田均大阪府議会議長は、伊丹市内で維新が主要政策の一つに掲げている大阪都構想に関連し、「大阪だけでなく周辺10市くらいを合併し、尼崎や西宮を越えて神戸まで特別区にしたい」との私案を述べていた。この私案が神戸新聞で報道されたことを契機に、伊丹市と宝塚市では「両市を含む阪神間が兵庫県から大阪都に割譲される」との認識が広まり、井戸兵庫県知事と矢田立郎神戸市長が相次いで強い不快感を表明するなどした。このことから、両市を含む兵庫県阪神地域の帰属問題が、大阪国際空港廃止問題と合わせて選挙の争点に浮上した。
両市長選と両市議補選の4選挙全てに公認候補を立てた維新は、告示当日と投票前日に橋下市長と松井知事が応援演説に入り、橋下市長が宝塚市の職員給与水準が日本一であることを指摘し「僕は宝塚市民にはなりたくない」と述べて市役所改革や職員給与削減を訴えた。これに対し、伊丹市・宝塚市とも両現職市長は「大阪都への吸収反対」と「大阪国際空港存続」を訴えた。この2点についてはどちらも誤解であるとして、これらの争点化を避けていた両維新候補と両現職市長との論戦は、噛み合わない状態が続いた。

## 選挙の結果と影響
4月14日の投開票の結果、伊丹市では現職の藤原市長が維新候補に3倍以上の圧倒的大差を付けて当選し、宝塚市では現職の中川市長が維新候補を2倍近い大差で破って当選した。また、両市議会の補欠選挙でも維新候補はそれぞれ元職に競り負け、維新の会は4つの選挙全てを落とし、結党以来初めての惨敗となった。
3選を決めた伊丹市の藤原市長は「対立候補というよりも橋下市長と戦っている気がした」と語り、橋下市長と松井知事が応援演説に入ったことに対して「大阪府知事、大阪市長の2人が乗り込んできて、伊丹市民にあれこれ言うのはいかがなものか」と批判した。また、「伊丹を大阪の植民地にしてはいけない」と言う訴えが市民の共感を呼び、大差での当選につながったとの認識を示した。大阪国際空港の存廃については、自身が「空港の存続・活性化」を公約に掲げて大差で当選したことを指摘し、「決着がついたと思う」と語った。宝塚市で再選した中川市長は「橋下氏が『僕は宝塚市民になりたくない』と言ったと聞き、怒りでいっぱいだった」と述べ、「宝塚を大阪の一部にしない」と言う訴えが市民の共感を呼んだとの認識を示した。維新候補が選挙の争点に掲げた市職員の給与水準については、適正額を検討する第三者機関を設置し、9月頃を目処に引き下げの方向性を示す考えを表明した。
公認した候補者の得票数は、前年12月の第46回衆議院議員総選挙での両市を含む兵庫県第6区における維新の比例得票数から大きく目減りする惨敗となった。この選挙結果について、選挙対策本部長を務めた杉田水脈衆議院議員は、現職以外の陣営からも一様に維新批判が展開されたとの認識を示し、「維新包囲網だった。どの陣営もたたいているのは維新のことだけだったと思う」と選挙戦を振り返った。選挙の敗因については、「宝塚は大阪ほど危機的な状況ではなかったということ。宝塚は今は赤字でないので、いくら危機感を訴えても伝わらない。市民は改革よりも安定を望んだという結果だと思う」と語った。橋下共同代表は「実力不足がそのまま現れた」と語り、松井幹事長は「維新の政策が理解されていない」との認識を示した。7月の兵庫県知事選挙については、今回の敗戦に関わらず、現職の井戸知事に対抗馬を党公認候補として擁立する方針を強調したが、6月19日の定例記者会見において、候補者選定作業の難航や党支持率の低迷を理由に、公認・推薦候補の擁立を断念する方針を表明した。維新が候補擁立を見送った7月21日の2013年兵庫県知事選挙は、井戸と日本共産党系候補との一騎討ちとなり、結果は井戸が圧勝して4選を決めた。また、同日に行われた第23回参議院議員通常選挙では、日本維新の会は獲得8議席と伸び悩んだ。続く9月29日に行われた堺市長選挙でも、日本維新の会は、結党以来常勝を続けていた大阪府内の選挙で初の完敗を喫するなど、一連の選挙の結果は、今後の党運営と党の政策進展に暗雲が立ち込めるものとなった。